# Hellín Club de Fútbol
El Hellín Club de Fútbol es un equipo de fútbol español de la ciudad de Hellín (Albacete). Fue fundado en 2016 como Hellín Club de Fútbol, tras la liquidación total del antiguo Hellín Deportivo al finalizar la temporada 2015/16. Su primer equipo juega en el Grupo I de la Primera Autonómica de Castilla-La Mancha durante la temporada 2024-25.
Es el sucesor espiritual del Hellín Deportivo (desaparecido en 1960 y el cual militó en Tercera División entre las temporadas 1951-52 y 1958-59), de la Agrupación Deportiva Hellín (desaparecido en 1977 y el cual militó en Tercera División entre las temporadas 1972-73 y 1974-75), el Club Deportivo Hellín (desaparecido en 1988 el cual militó en Tercera División en la temporada 1980-81) y el Hellín Deportivo, desaparecido tras finalizar la temporada 2015-16.

## Uniforme
- Local: camiseta azul, pantalón y medias blancas.
- Visitante: camiseta amarilla, pantalón negro y medias amarillas.

## Estadio
El Hellín Club de Fútbol juega en el Estadio Santa Ana, con capacidad para 3.000 personas.

## Historia del Club

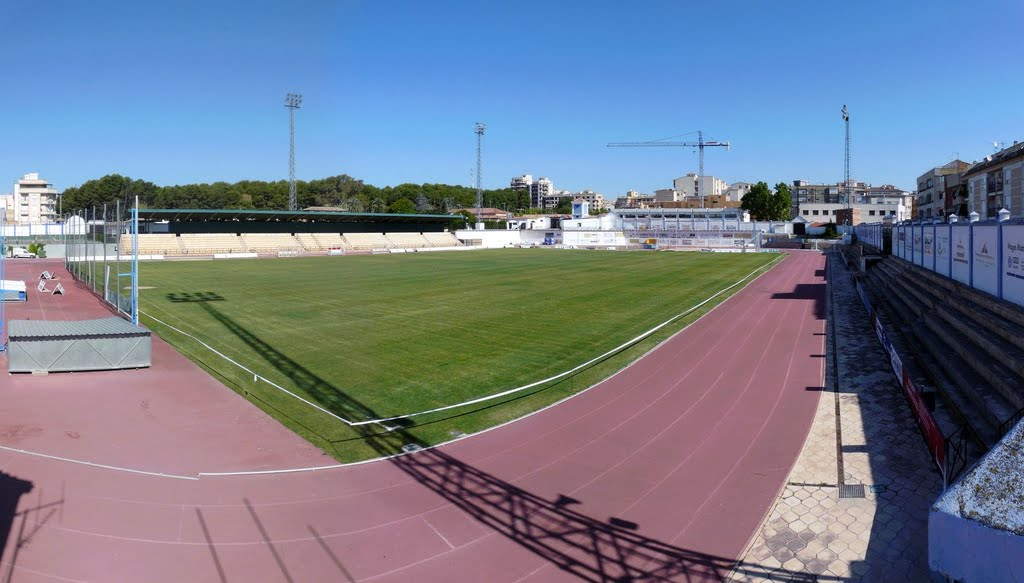
Complejo Polideportivo Santa Ana.

### Temporada 2014-2015 y problemas económicos
El 11 de noviembre de 2014 su entonces presidente, Manuel Martínez, anunció en rueda de prensa que el equipo se retiraba de la competición en Tercera División, y que el siguiente paso, si nadie lo remediaba, sería la liquidación de la entidad.
El viernes 5 de diciembre de 2014 el club debió afrontar la denuncia de los 17 jugadores que hacía tres temporadas presentaron una demanda conjunta de 80.700€. Tras una reunión entre el letrado de los jugadores y Alonso Roche (secretario técnico) y el presidente, Manuel Martinez, llegan a un acuerdo y, finalmente, evitan el juicio previsto en el Juzgado de lo Social de Albacete. En este acto de negociación previo al posible juicio, el Hellín reconoció la deuda de la que un 60% se haría cargo el Fondo de Garantía Social (FOGASA), alrededor de 50.000€. El resto de las cantidades serían reclamadas a la Asociación de Futbolistas Españoles (AFE).
Desde entonces se abrieron varias posibilidades, ya que el Hellín descendería de categoría sin cargas económicas. Sin embargo, quien quisiera hacerse cargo del Hellín Deportivo, debería saber que por la retirada no se podría ascender a la categoría de Tercera División en un año, o bien se podría negociar con el actual presidente la cantidad a devolverle o vender la plaza a algún equipo interesado. La última posibilidad, sería comenzar nuevo proyecto en Segunda Autonómica junto a equipos de la ciudad como el Isso o la UD Hellín.
Finalmente, el Hellín Deportivo empezó disputando la temporada 2015/16 en el Grupo I de la Primera Autonómica Preferente. La época gris del fútbol hellinero continuó con el fallecimiento del que hasta entonces era su presidente, Manuel Martínez (55 años), que falleció en la tarde del 31 de diciembre después de más de 6 años como presidente del Hellín Deportivo al que le dedicó todo su tiempo y lucha al club de su vida. Desde ese momento, Alonso Roche asumiría el cargo hasta la celebración de una sesión extraordinaria para informar de la situación del club y convocar nuevas elecciones a la presidencia con el fin de decidir el futuro del Hellín, tanto como de seguir en la categoría o iniciar proyecto nuevo en Segunda Autonómica.
Para culminar una temporada negra, el 8 de mayo, en el último partido de la temporada disputado en casa contra el Daimiel Racing Club (equipo que llegaba salvado y sin opciones de luchar para subir de categoría), el Hellín Deportivo se jugaba continuar en la categoría dependiendo de una victoria en su feudo sin tener que depender de lo que ocurriera con los rivales que tenía por debajo. Al final, tras empezar ganando, el Daimiel Racing Club le da la vuelta al marcador (1-2), y tras una serie de carambolas con los equipos de abajo (C.D. Huracán de Balazote 2-2 C.D.E. Al-Basit; U.D. Alpera 3-2 C.D. E.F.B. Valdepeñas), el Hellín Deportivo acaba perdiendo la categoría (Primera Autonómica Preferente). 
Desde entonces, tras el descenso a Primera Autonómica y con las elecciones del nuevo presidente todavía pendientes, se decidirá si se intenta luchar por subir la temporada que viene o se decide disolver el equipo e iniciar nuevo proyecto en Segunda Autonómica.

### Temporada 2016-2017 y nuevo proyecto
Al acabar la temporada 2015/2016 se decidió la liquidación total del Hellín Deportivo tras más de 25 años ya que no se podía hacer frente a la fuerte deuda que el club arrastraba varios años atrás. 
En ese mismo mes, tres personas destacadas del fútbol hellinero anunciaron que llevarían a cabo un nuevo proyecto en la ciudad en la que pondrían de su bolsillo una gran suma de dinero y así contar con un nuevo equipo la temporada 2016/17 en la Segunda Autonómica de Castilla-La Mancha. Javier Del Pueblo, Eloy Martínez y Manuel Torrecillas concretaron que se harían cargo de un 60% del presupuesto (unos 25.000 euros) y que el resto lo tendría que gestionar la nueva junta directiva a través de carnés de socios, abonados, entradas y comercialización de productos.  
En la noche del 4 de julio, tras la celebración de la segunda asamblea informativa, se nombró como nuevo presidente a Amando Martínez, formando junta directiva junto a una docena de personas más.
En las temporadas siguientes el nuevo Hellín C.F. conseguiría dos ascensos consecutivos en las temporadas 2016/17 y 2017/18, ganando en ambos casos la liga, que les llevaría a llegar a la Primera Autonómica Preferente de Castilla-La Mancha ,  sin embargo, una mala temporada en la 2018/19 hacen que descienda de nuevo a la Primera División Autonómica de Castilla-La Mancha.Tras una temporada en la que acaban en media tabla en 2019/20, en la temporada 2020/21, en todo el contexto de la Pandemia de COVID-19, el Hellín renunciará a la participación en la Primera Autonómica para 'combatir los efectos colaterales de la pandemia', siendo de nuevo descendidos a la Segunda División Autonómica de Castilla-La Mancha. En el año 2022/23 el proyecto del Hellín C.F. vuelve a echar riendas a manos del técnico Ignacio Villalgordo en la Segunda Autonómica, donde quedarán en el 5.º puesto, no consiguiendo ascender.Para la temporada 2023/24, el entrenador ha sido Pedro Sáez, antiguo entrenador del propio Hellín o de equipos como el Hellín Promesas juvenil o el Munera.Esta plantilla consiguió ganar la Segunda Autonómica y ascendió de manera directa a la Primera Autonómica.
| \| Temporada \| División \| Posición \| Ascensos \| \| --------- \| ----------------------------- \| ------------ \| --------------------------------------- \| \| 1989/90 \| Segunda Regional Ordinaria \| 3.º \| \| \| 1990/91 \| Segunda Regional Ordinaria \| 1.º \| Ascenso a Primera Regional Ordinaria \| \| 1991/92 \| Primera Regional Ordinaria \| 1.º \| Ascenso a Primera Autonómica Preferente \| \| 1992/93 \| Primera Autonómica Preferente \| 6.º \| \| \| 1993/94 \| Primera Autonómica Preferente \| 1.º \| Ascenso a Tercera División \| \| 1994/95 \| Tercera División \| 1.º \| Fase de ascenso a Segunda B \| \| 1995/96 \| Tercera División \| 5.º \| \| \| 1996/97 \| Tercera División \| 8.º \| \| \| 1997/98 \| Tercera División \| 1.º \| Fase de ascenso a Segunda B \| \| 1998/99 \| Tercera División \| 3.º \| Fase de ascenso a Segunda B \| \| 1999/00 \| Tercera División \| 12.º \| \| \| 2000/01 \| Tercera División \| 3.º \| Fase de ascenso a Segunda B \| \| 2001/02 \| Tercera División \| 5.º \| \| \| 2002/03 \| Tercera División \| 1.º \| Fase ascenso a Segunda B \| \| 2003/04 \| Tercera División \| 3.º \| Fase ascenso a Segunda B \| \| 2004/05 \| Tercera División \| 20.º \| \| \| 2005/06 \| Primera Autonómica Preferente \| 1.º \| Ascenso a Tercera División \| \| 2006/07 \| Tercera División \| 7.º \| \| \| 2007/08 \| Tercera División \| 8.º \| \| \| 2008/09 \| Tercera División \| 4.º \| 1.ª Ronda Ascenso a Segunda División B \| \| 2009/10 \| Tercera División \| 12.º \| \| \| 2010/11 \| Tercera División \| 17.º \| \| \| 2011/12 \| Tercera División \| 13.º \| \| \| 2012/13 \| Tercera División \| 5.º \| \| \| 2013/14 \| Tercera División \| 14.º \| \| \| 2014/15 \| Tercera División \| 20.º \| \| \| 2015/16 \| Primera Autonómica Preferente \| 16.º \| \| \| 2016/17 \| Segunda Autonómica \| 1.º \| Ascenso a Primera Autonómica \| \| 2017/18 \| Primera Autonómica \| 1.º \| Ascenso a Primera Autonómica Preferente \| \| 2018/19 \| Primera Autonómica Preferente \| 16.º \| Descenso a Primera Autonómica \| \| 2019/20 \| Primera Autonómica \| 8.ª \| \| \| 2020/21 \| Primera Autonómica \| No participa \| Descenso a Segunda Autonómica \| \| 2022/23 \| Segunda Autonómica \| 5.º \| \| \| 2023/24 \| Segunda Autonómica \| 1.º \| Ascenso a Primera Autonómica \| \| 2024/25 \| Primera Autonómica \| \| \| |                               |              |                                         |
| Temporada | División                      | Posición     | Ascensos                                |
| 1989/90 | Segunda Regional Ordinaria    | 3.º          |                                         |
| 1990/91 | Segunda Regional Ordinaria    | 1.º          | Ascenso a Primera Regional Ordinaria    |
| 1991/92 | Primera Regional Ordinaria    | 1.º          | Ascenso a Primera Autonómica Preferente |
| 1992/93 | Primera Autonómica Preferente | 6.º          |                                         |
| 1993/94 | Primera Autonómica Preferente | 1.º          | Ascenso a Tercera División              |
| 1994/95 | Tercera División              | 1.º          | Fase de ascenso a Segunda B             |
| 1995/96 | Tercera División              | 5.º          |                                         |
| 1996/97 | Tercera División              | 8.º          |                                         |
| 1997/98 | Tercera División              | 1.º          | Fase de ascenso a Segunda B             |
| 1998/99 | Tercera División              | 3.º          | Fase de ascenso a Segunda B             |
| 1999/00 | Tercera División              | 12.º         |                                         |
| 2000/01 | Tercera División              | 3.º          | Fase de ascenso a Segunda B             |
| 2001/02 | Tercera División              | 5.º          |                                         |
| 2002/03 | Tercera División              | 1.º          | Fase ascenso a Segunda B                |
| 2003/04 | Tercera División              | 3.º          | Fase ascenso a Segunda B                |
| 2004/05 | Tercera División              | 20.º         |                                         |
| 2005/06 | Primera Autonómica Preferente | 1.º          | Ascenso a Tercera División              |
| 2006/07 | Tercera División              | 7.º          |                                         |
| 2007/08 | Tercera División              | 8.º          |                                         |
| 2008/09 | Tercera División              | 4.º          | 1.ª Ronda Ascenso a Segunda División B  |
| 2009/10 | Tercera División              | 12.º         |                                         |
| 2010/11 | Tercera División              | 17.º         |                                         |
| 2011/12 | Tercera División              | 13.º         |                                         |
| 2012/13 | Tercera División              | 5.º          |                                         |
| 2013/14 | Tercera División              | 14.º         |                                         |
| 2014/15 | Tercera División              | 20.º         |                                         |
| 2015/16 | Primera Autonómica Preferente | 16.º         |                                         |
| 2016/17 | Segunda Autonómica            | 1.º          | Ascenso a Primera Autonómica            |
| 2017/18 | Primera Autonómica            | 1.º          | Ascenso a Primera Autonómica Preferente |
| 2018/19 | Primera Autonómica Preferente | 16.º         | Descenso a Primera Autonómica           |
| 2019/20 | Primera Autonómica            | 8.ª          |                                         |
| 2020/21 | Primera Autonómica            | No participa | Descenso a Segunda Autonómica           |
| 2022/23 | Segunda Autonómica            | 5.º          |                                         |
| 2023/24 | Segunda Autonómica            | 1.º          | Ascenso a Primera Autonómica            |
| 2024/25 | Primera Autonómica            |              |                                         |

### Palmarés

#### Torneos nacionales
- Tercera División (3): 1995, 1998 y 2003.

#### Torneos territoriales
- (4): 1991, 1992, 1994 y 2006.

### Datos del club
- Temporadas en Primera División: 0
- Temporadas en Segunda División: 0
- Temporadas en Segunda División B: 0
- Temporadas en Tercera División: 20
- Temporadas en Primera Autonómica Preferente: 5
- Temporadas en Primera Autonómica: 5
- Temporadas en Segunda Autonómica: 5